# سهيل نجم
سهيل نجم (1956) شاعر ومترجم عراقي. ولد في مدينة بغداد. مجاز في الأدب الإنجليزي من كليّة الآداب في جامعة البصرة. عمل مدرساً في ثانويات صنعاء. ترجم عدداً من الروايات الأدب الأوروبي وله دواوين شعرية.

## سيرته
ولد سهيل نجم سنة 1956 في بغداد. مجاز في الأدب الإنجليزي من كليّة الآداب في جامعة البصرة. أمضى سنوات عديدة في مدينة صنعاء مدرساً لللغة العربية، قبل أن يعود إلى بغداد، ويتولى رئاسة مجلة الثقافة الأجنبية. 

ساهم في الترجمة عن الإنجليزية إلى العربية وله ترجمات في مجال الشعر والرواية والنقد الأدبي.

## مؤلفاته
- الثعبان والزنبقة، رواية، 1990
- فضّ العبارة، ديوان شعر، 1994
- نجارك أيها الضوء، ديوان شعر، 2002
- لا جنة خارج النافذة ديوان شعر،
- فردوس أسود ديوان شعر، 2015
- القيثارة والقربان:الشعر العراقي منذ السبعينيات حتى اليوم، مختارات، 2012

من آثاره في الترجمة:
- مختارات من الشعر الإنكليزي المعاصر
- أخلاقيات القراءة، لهيليس ميلر
- القديس فرانسيس لـ نيكوس كازانتزاكيس، 1996
- الإنجيل يرويه المسيح لـ جوزيه ساراماغو، 2000
- صاموئيل بيكيت سيرة حياة، 2000
- إداورد سعيد: مفارقة الهوية لـ بيل أشكروفت وبال أهلواليا، 2002
- خرائط لـ نورالدين فارح، 2005
- من العنف إلى التراحم لـ فيرن نيوفيلد ريديكوب، 2013

## وصلات خارجية
- في أرشيف المجلات